# Paromelix unicolor
Paromelix unicolor – gatunek chrząszcza z rodziny kózkowatych i podrodziny zgrzypikowych. Jedyny przedstawiciel rodzaju Paromelix.

## Taksonomia
Do Paromelix unicolor należą dwa podgatunki:
- Paromelix unicolor pattersoni Aurivillius 1914
- Paromelix unicolor unicolor (Quedenfeldt, 1883)

## Zasięg występowania
Gatunek ten występuje w Afryce Środkowej i Zachodniej. Podgatunek P. u. pattersoni notowany jest w Ghanie i Wybrzeżu Kości Słoniowej, zaś P. u. unicolor notowany jest w Republice Środkowoafrykańskiej, Kongu oraz Demokratycznej Republice Konga.